# 하스네역
하스네역(일본어: 蓮根駅, はすねえき)은 일본 도쿄도 이타바시구에 있는 철도역이다.

## 역 구조
섬식 승강장 1면 2선의 고가역.
에스컬레이터가 설치되어 있지만, 엘리베이터도 2007년 4월에 설치되었다. 화장실은 1층 개찰구 내부에 있다.

### 타는 곳
| 1 | 도영 지하철 미타 선 | 오테마치・메구로・히요시 방면 |
| 2 | 도영 지하철 미타 선 | 니시타카시마다이라 방면       |

## 역 주변
- 도다 장례식장 (戸田葬式場)
- 히카와 신사 (氷川神社)

## 역사
- 1968년 12월 27일: 영업 개시.
- 1978년 7월 1일: 6호선을 미타 선으로 노선명 변경.
- 2015년 7월 초: 승강장 대기실 설치 공사, 역 광장 바닥 보수 공사, 방풍 벽 보수 공사 개시.
- 2016년 2월 초: 헬기 사인 도장 공사 개시.

## 인접역
| 도쿄 도 교통국 미타 선        | 도쿄 도 교통국 미타 선 | 도쿄 도 교통국 미타 선                |
| ----------------------------- | ---------------------- | ------------------------------------- |
| I 22 시무라 3초메 메구로 방면 | 미타 선                | 니시다이 I 24 니시타카시마다이라 방면 |